# Molly Luft

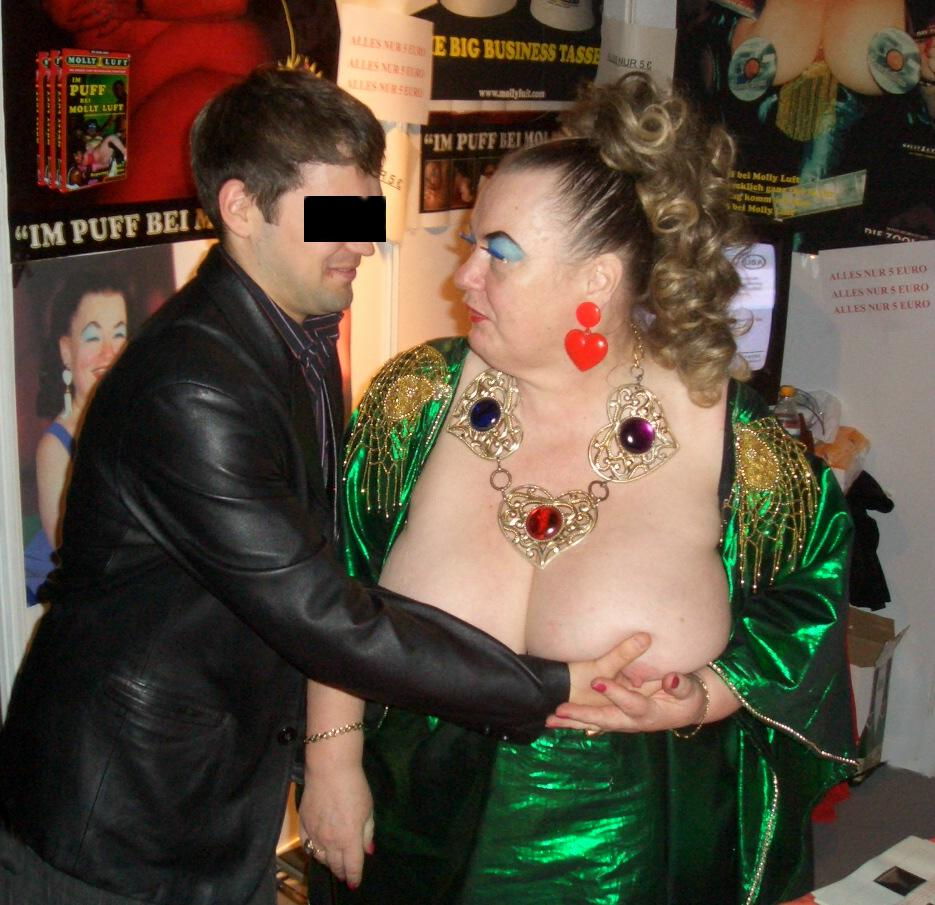
Molly Luft auf der 10. Venus Berlin (2006)

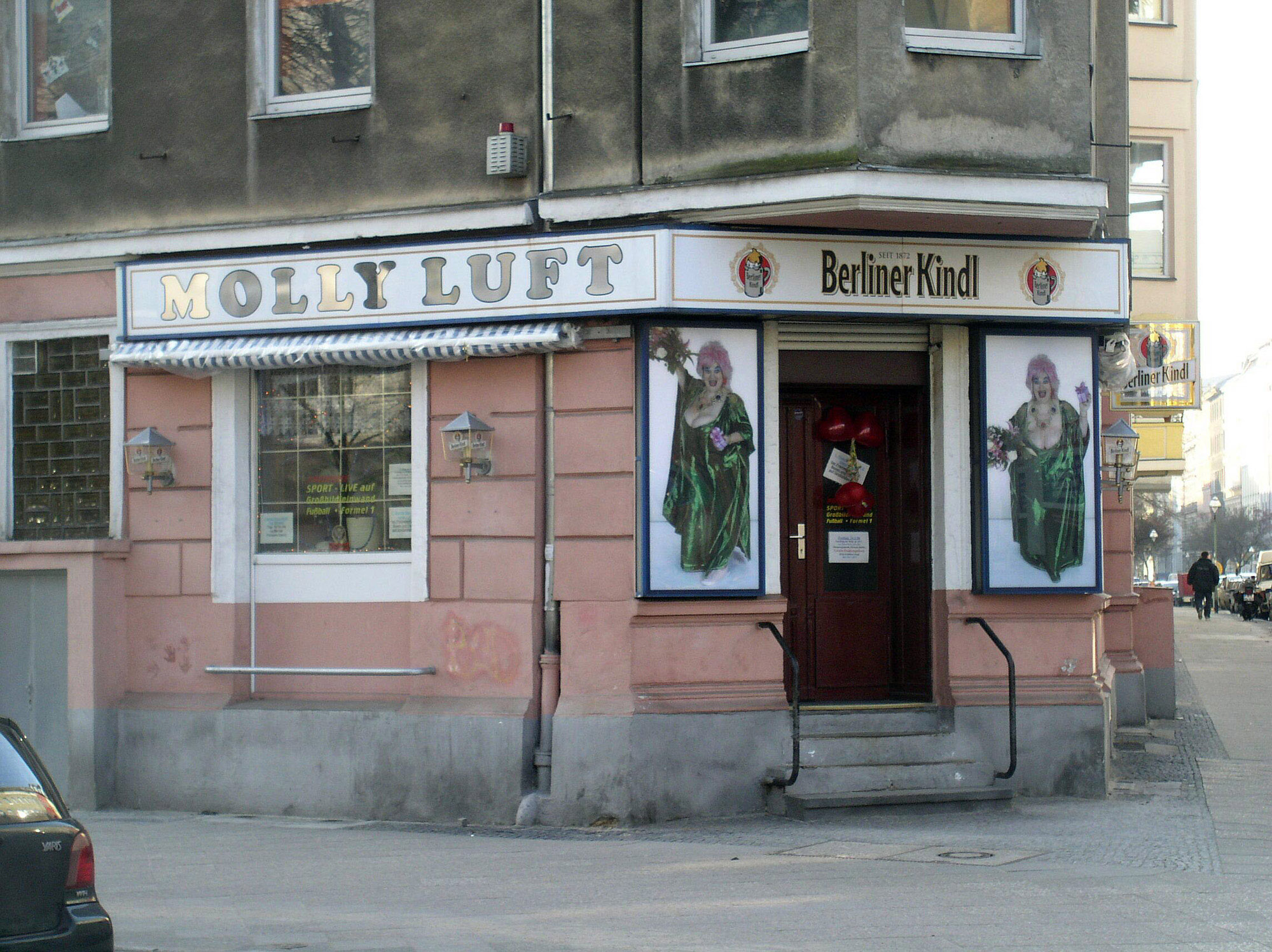
Ehemalige Eckkneipe „Molly Luft“ in der Blücherstraße, Berlin-Kreuzberg

Molly Luft (bürgerlich Edda Blanck-Kurtzer, geborene Blanck; * 19. März 1944 in Pommern; † 24. November 2010 in Berlin) war eine deutsche Prostituierte und Bordellbetreiberin. Sie war bekannt für ihre enorme Leibesfülle und ihre grelle Schminke. Damit wurde sie insbesondere in Berlin zu einem Original der Trash-Kultur.

## Biografie
1967 heiratete Luft erstmals; aus der Ehe gingen zwei Kinder hervor. 1975 begann sie, als Prostituierte zu arbeiten. Ein Jahr darauf ließ sie sich scheiden und heiratete in zweiter Ehe einen in Deutschland stationierten Sergeant der US-Armee. Mit steigender Bekanntheit warb sie – in Anspielung auf ihre Adipositas – damit, „Berlins“ bzw. später „Deutschlands dickste Hure“ zu sein.
Gemeinsam mit ihrem Mann und nach ihrer Aussage auf sein Betreiben beging sie sexuellen Missbrauch an ihrer minderjährigen Tochter Christine aus erster Ehe. Nachdem diese sich Dritten anvertraut hatte, wurde Luft 1983 dafür zu einer Freiheitsstrafe auf Bewährung verurteilt; sie ließ sich auch von ihrem Mann scheiden. 
In den 1990er Jahren wurde Luft durch verschiedene Auftritte vor allem in Talkshows privater Fernsehsender deutschlandweit bekannt; sie moderierte selbst über Jahre eine Fernsehsendung im Offenen Kanal Berlin. Im Jahre 1999 spielte sie außerdem im Video zu Michi Beck in Hell der Fantastischen Vier mit. Im selben Jahr widmete ihr die Berliner Rockband Die Zoologen das Lied Im Puff bei Molly Luft. Ihre extravaganten Auftritte und die stete Berichterstattung der Berliner Boulevardpresse machten sie zu einer der Trash-Ikonen der Stadt.
Ihr Bordell in Schöneberg war für seine niedrigen Preise bekannt; auf dem ebenfalls stadtbekannten Anrufbeantworter des Betriebs wurden diese vollumfänglich und in expliziter Sprache erläutert. 2004 beendete sie, nach angegebenen 90.000 Freiern, einstweilen ihre Tätigkeit als Prostituierte, verkaufte ihr Bordell und eröffnete eine Eckkneipe in Kreuzberg.
Nach einer schweren Darmkrebserkrankung und einer Gewichtsreduktion auf 125 Kilogramm verschenkte sie jedoch das schlecht laufende Lokal und betrieb ab 2009, nachdem ihr Mann Archibald im Frühjahr 2009 verstorben war, erneut ein kleines Bordell in Tiergarten, das sie wenige Monate später aufgab, um in ein Altenheim zu ziehen.
Am 24. November 2010 starb Luft im Alter von 66 Jahren im Seniorenheim Bethel in Köpenick an den Folgen von Darmkrebs.